# Aïn Bouchekif
Aïn Bouchekif (în arabă عين بوشقيف) este o comună din provincia Tiaret, Algeria.
Populația comunei este de 15.022 de locuitori (2008).